# Euproctis pasteopa
Euproctis pasteopa är en fjärilsart som beskrevs av Collenette 1955. Euproctis pasteopa ingår i släktet Euproctis och familjen tofsspinnare. Inga underarter finns listade i Catalogue of Life.